# SN 1979C
SN 1979C – supernowa odkryta w 1979, położona była w galaktyce Messier 100 w gwiazdozbiorze Warkocz Bereniki, odległa o około 50 milionów lat świetlnych od Ziemi. W 2010 ogłoszono, że w mającej 30 lat pozostałości po supernowej odkryto czarną dziurę.

## Supernowa
Supernowa została odkryta 19 kwietnia 1979  przez astronoma amatora Gusa Johnsona. Oddalony o około 15,2 ± 0,1 Mpc od Ziemi czerwony nadolbrzym, którego masę przed wybuchem szacuje się na 17-18 M☉, już jako supernowa, osiągnął maksymalną jasność +11,6m około 15 kwietnia 1979 (przed jej odkryciem cztery dni później), sam wybuch najprawdopodobniej rozpoczął się 4 kwietnia. Wybuch został zaklasyfikowany jako typ II, stanowiący około 6% wybuchów wszystkich supernowych.

## Czarna dziura
Wieloletnia obserwacja promieniowania rentgenowskiego, generowanego przez pozostałość po supernowej, przeprowadzona z wielu teleskopów, takich jak Chandra, Swift, XMM-Newton i ROSAT, pokazała bardzo stałą krzywą jasności promieniowania  (6,5 ± 0,1) ×1038 erg s−1, co wraz z charakterystyczną krzywą blasku promieniowania pozwoliło naukowcom wywnioskować z dużą dozą prawdopodobieństwa, że wewnątrz pozostałości po wybuchu uformowała się czarna dziura o masie ∼5–10 M☉. Wcześniejsze teorie, że wewnątrz pozostałości mógł powstać magnetar, wydają się niemożliwe.
Inna, choć mniej prawdopodobna teoria głosi, że w środku pozostałości po supernowej narodziła się nie czarna dziura, ale bardzo szybko wirująca gwiazda neutronowa, generująca gwałtowny sztorm wysokoenergetycznych cząstek, które mogłyby doprowadzić do wytwarzania promieniowania rentgenowskiego, tzw. mgławicy wiatru pulsara, podobnej do znanej Mgławicy Kraba.